# Triunfo (ort i Brasilien, Pernambuco, Triunfo, lat -7,84, long -38,10)
Triunfo är en ort i Brasilien.   Den ligger i kommunen Triunfo och delstaten Pernambuco, i den östra delen av landet, 1 400 km nordost om huvudstaden Brasília. Triunfo ligger 998 meter över havet och antalet invånare är 15 770.
Terrängen runt Triunfo är kuperad. Triunfo är det största samhället i trakten.
Omgivningarna runt Triunfo är huvudsakligen savann. Runt Triunfo är det ganska tätbefolkat, med 65 invånare per kvadratkilometer.